# Семориле (Ђенова)
Семориле је насеље у Италији у округу Ђенова, региону Лигурија.
Према процени из 2011. у насељу је живело 71 становника. Насеље се налази на надморској висини од 273 м.